# Anbār Sarā
Anbār Sarā (persiska: انبار سرا, ‘Anbar Sarā) är en ort i Iran.   Den ligger i provinsen Khorasan, i den nordöstra delen av landet, 700 km öster om huvudstaden Teheran. Anbār Sarā ligger 1 614 meter över havet och antalet invånare är 815.
Terrängen runt Anbār Sarā är kuperad norrut, men söderut är den platt. Terrängen runt Anbār Sarā sluttar söderut.Runt Anbār Sarā är det ganska glesbefolkat, med 25 invånare per kvadratkilometer. Anbār Sarā är det största samhället i trakten. Omgivningarna runt Anbār Sarā är i huvudsak ett öppet busklandskap.